# Македонія Гьорче Петров
Македо́нія Гьо́рче Пе́тров (мак. ФК Македонија Ѓорче Петров) — футбольний клуб з міста Скоп'є, Північна Македонія, заснований у 1932 році. Представляє міську общину Гьорче Петров. Раніше клуб мав назви «Локомотив», «Рудар», «Індустріалець» і «Югококта». Свою теперішню назву клуб отримав у 1990 році.

## Досягнення
Чемпіон Північної Македонії (1): 2008–09
Володар Кубка Північної Македонії (3): 2005–06,  2021–22, 2022–23

## «Македонія» в єврокубках
- К = кваліфікація
- Р1 = перший раунд / Р2 = другий раунд

| Сезон   | Змагання            | Раунд |          | Клуб              | Результат |  |
| ------- | ------------------- | ----- | -------- | ----------------- | --------- |  |
| 1998    | Кубок Інтертото     | Р1    | Словенія | Олімпія (Любляна) | 4–2, 1–1  |  |
|         |                     | Р2    | Франція  | Бастія            | 1–0, 0–7  |  |
| 2006/07 | Кубок УЄФА          | К1    | Болгарія | Локомотив (Софія) | 0–2, 1–1  |  |
| 2007    | Кубок Інтертото     | Р1    | Кіпр     | Етнікос (Ахна)    | 0–1, 2–0  |  |
|         |                     | Р2    | Болгарія | Черно море        | 0–4, 0–3  |  |
| 2009/10 | Ліга чемпіонів УЄФА | К2    | Білорусь | БАТЕ              | 0–2, 0–2  |  |
| 2019/20 | Ліга Європи УЄФА    | К1    | Вірменія | Алашкерт          | 1–3, 0–3  |  |